# Mount-Lindesay-Nationalpark
Der Mount-Lindesay-Nationalpark (englisch Mount Lindesay National Park) ist ein 395 km² großer Nationalpark im Süden von Western Australia, Australien.
Der Park liegt etwa 360 km südwestlich von Perth und ist am besten vom 15 km südlich gelegenen Denmark zu erreichen. Zusammen mit dem im Westen angrenzenden Mount-Roe-Nationalpark ist er Teil der Walpole Wilderness Area. Etwa in der Mitte des Parks befindet sich der Gipfel des 459 Meter hohen Mount Lindesay, die markanteste Erhebung in dieser Gegend. Der Granitdom wurde bereits von den ersten Europäern, die 1829 unter der Leitung von Thomas Braidwood Wilson diese Gegend erkundeten, bestiegen. Wilson benannte den Berg nach Colonel P. Lindesay. Auch heute kann der Gipfel in etwa zwei Stunden erklommen werden. Der Weg führt dabei zunächst durch einen Wald aus Jarrah- und Karribäumen, bevor man am Fuß des Mount Lindesay auf immer kärgere Böden trifft. Hier gedeiht eine fragile und besonders schützenswerte Pflanzengemeinschaft, die Little Lindesay Granite Community, darunter Schusspflanzen (Stylidium), Sonnentau (Drosera) und verschiedene Orchideen. Vor allem im Frühling blühen zahlreiche Wildblumen.